# Шар-планина
Шар-планина (мкд. Шар Планина, алб. Malet e Sharrit), или колоквијално Шара (мкд. Шара), је планина која се налази на граници Србије, Северне Македоније и Албаније. Позната је и по другим називима: Скардус, Царска планина и Монте Аргентаро који датирају из периода средњег века.
По својим основним морфотектонским особинама, она припада Шарско-пиндском планинском систему, односно Динаридима.
Шар-планину карактерише пространо било, чија дужина по хоризонталној пројекцији износи 80 до 85 km, односно територијално од Качаничке клисуре на североистоку, са врхом Љуботен, па све до горњег тока Радике и Врутока на југу, територијално тромеђе македонско-албанско-српске границе.
Ширина ове планине креће се од 20 до 25 km, на тај начин може се узети да површина Шарпланинске области захвата преко 1.600 km².
Изнад пространог била диже се планински гребен (просечне висине 2.300 m), са бројним врховима и преседлинама. Зато гребен ове планине ствара утисак јаке назупчености.
Орографски се пружа два правца, део била од Љуботена до Караниколе пружа се правцем североисток - југозапад, док други део, од Караниколе до горњег тока Радике и Врутока правцем север - југ. Овај други део је знатно разуђенији, па и поједини делови стварају утисак засебне целине (средишњи део са Титовим врхом), и као такви носе локалне називе: Бродска планина, Рудока, Враца, Радика планина итд.
Испод самог гребена Шар-планине леже бројни циркови, у којима су се сместила многа прелепа ледничка језера, позната и као горске очи, док су испод циркова формиране дубоко усечене валовске долине, која најчешће представљају изворишта многих река.
Општи изглед Шар-планине је веома различит.
Посматрано са југоисточне (македонске) стране ова планина одаје слику питомости и поред високих кота изнад 2.700 m/нв, овде доминирају зелени пашњаци, док је ситуација сасвим другачија на северозападној страни (Косовско-метохијској), где ова планина поприма Алпски карактер, показујући своју суровост кроз стрмо-стеновите падине периглацијалног и глацијалног рељефа.
И поред знатних висина и своје суровости Шар-планина је проходна у свим правцима.
Преко бројних превоја од давнина су водили каравански путеви, повезујући Тетовски округ са Косовско-метохијским подручјем, од којих су најпознатији: Караниколички, Скакалички Челепињски, Ливадички (Меанче) превој, превој на Враци. Превалц је место познато као ски центар.

## Историја
Иван Јастребов наводи податак да је планина Шара у стара времена, по схватању народа, служила као граница између српских и грчких земаља. Земље иза Шаре су се звале грчке и онда када су биле део српске средњовековне државе, јер су претходно биле под влашћу Византије. У Душановој повељи Хиландару из 1348. прави се разлика између Србије и "Романије": у прву спадају области Плав, Зета, Морава, Пилот, Липљан, Призрен, Полог; у другој су Просек, Штип, Брегалница, Струма, Струмица, Сер, Редина и "изгледа" скопска област.
Првих година после Првог светског рата били су активни качаци, а ситуација се затим смирила и '30-тих су овамо долазили туристи.

## Највиши врхови
- Титов врх (2.748 m)
- Мал Турчин (2.707 m)
- Бакрдан (2.704 m)
- Бриставец, Брустовец или Бориславец (2.675 m)
- Велика Рудока (2.660 m) — највиши врх Србије
- Бистра I (2.651 m)
- Голема Враца (2.629 m)
- Џинибег или Трпезница (2.610 m)
- Бистра II (2.609 m)
- Језерски врх (2.604 m)
- Врх изнад Горње Лешнице и Казана (2.600 m)
- Белојезерски рид (2.590 m)
- Језерска чука (2.586 m)
- Црни врх (2.585 m)
- Средња враца (2.582 m)
- Коњушка (2.571 m)
- Црнојезерски рид (2.562 m)
- Вртоп (2.555 m)
- Челепински врх (2.554 m)
- Кучибаба (2.551 m)
- Мала враца (2.536 )
- Црни камен (2.536 )
- Кобилица (2.528 m)
- Пирибрег или Кучинагледски врх (2.524 m)
- Сува дупка-Кучибаба (2.515 m)
- Безимени врх између Криве шије и изворишта Пене (2.511 m)
- Љуботен (2.498 m)

## Фосилни глацијални рељеф
На Шар-планини пронађени су поуздани глацијални трагови. Највећи део Шаре, између Љуботена и Враца, био је под ледницима током Плеистоцена. Детаљнијим проучавањима глацијације на Шари бавио се Р. Николић. Током својих истраживања пронашао је 40 циркова и 16 циркних језера на висинама од 1950 до 2440 m. Познатији и већи циркови су: Кар Никола, Бабин Гроб, Пирибег, Џинибег. Сиринићки ледник био је највећи ледник на овој планини. Његова дужина била је 6–7 km и он се кретао долином Лепенца све до данашњег Штрпца. На основу морена у Сиринићкој жупи, Јован Цвијић је утврдио две глацијације на Шари. Снежна граница старије глацијације била је на висини од 1690 m. Због јужнијег положаја планине и њене удаљености од мора снежна граница била је виша у односу на исту на Орјену, Дурмитору и Проклетијама.

## Збирка слика
- Поглед на Шар-планину из Штрпца
- Брезовица зими
- Поглед на зимски центар Попова Шапка
- Штрбачко језеро
- Љуботен
- Црни врх
- Титов врх и Мал Турчин
- Кобилица